# Toutain Editor
Toutain Editor fou un editorial de còmics catalana, creada per Josep Toutain, que va sorgir a partir d'una empresa de representació d'autors espanyols als Estats Units (Selecciones Ilustradas). Va ser fonamental en la història del còmic a Espanya per la seva determinant influència creativa i industrial durant els anys 70 i 80. Va reunir a un bon nombre d'autors espanyols i estrangers (sobretot nord-americans) d'avantguarda que majoritàriament treballaven per a la Warren Publishing. Amb el temps va anar tancant les revistes que no van sobreviure a l'època de crisi del còmic també anomenada com a declivi i la travessia del desert.

## Revistes
- 1984. Títol centrat en la ciència-ficció, va prendre el seu nom de la seva homònima nord-americana.
- Zona 84. Continuació de la línia editorial de l'anterior revista, començant la numeració des del número 1.
- Creepy. Versió en  espanyol de la revista centrada en el còmic de terror que editava Warren als Estats Units. Hi ha un Creepy 2a època també editat per Toutain i amb numeració nova. La revista es nodria de material de Eerie i Vampirella, títols de terror de la Warren.
- Comix Internacional. Revista que podríem qualificar de miscel·lània. El títol va tenir una segona vida després del tancament de l'editorial de Josep Toutain, de la mà d'Ediciones Zinco i que va tenir una vida curta (6 números).
- Thriller. Revista de "còmics negre".
- Fan cómics. Còmic magazine sobre el món de la historieta.
- Totem, el comix. Quan Toutain va adquirir la capçalera de la revista espanyola Totem, la va intentar convertir en estendard del còmic eròtico underground.
- Cal destacar també la publicació d'una Historia de los Comics en fascicles col·leccionables.

## Àlbums

### D'autors catalans
- Shock d'Alfons Figueras
- Vampirella Special i Cuando el Cómic es Arte, de Pepe González
- Cuando el Cómic es Arte, Zora y los Hibernautas i Drácula, de Fernando Fernández
- Historias de taberna galáctica i La Muralla, de Josep Maria Beà
- Torpedo 1936, Kraken, Custer, Andraz, De vuelta a casa i Light & Bold, de Jordi Bernet
- Alex Magnum	d'Alfredo Genies
- Doctor Mabuse, 666-999 i La Enfermedad del sueño, de Josep Maria Beroy
- Crepúsculo i Nociones de realidad: Sebastián Gorza, de Pasqual Ferry
- Mujeres secretas, de Mike Ratera